# Principe de moindre surprise
Pour les articles homonymes, voir Pola.
 (mai 2008).
Si vous disposez d'ouvrages ou d'articles de référence ou si vous connaissez des sites web de qualité traitant du thème abordé ici, merci de compléter l'article en donnant les références utiles à sa vérifiabilité et en les liant à la section « Notes et références ».
En informatique, le principe de moindre surprise consiste à éviter à un utilisateur, de la façon la plus simple possible, toutes les (mauvaises) surprises.
Il est parfois appelé principe de surprise minimum ; en anglais, il reçoit les noms de :
- principle of least astonishment (étonnement minimum) ou POLA ;
- principle of least surprise (surprise minimum) ou POLS.

## Définition
Le principe de moindre surprise s'applique essentiellement au domaine informatique, mais est transposable à d'autres domaines, comme l'ingénierie en général.
En informatique, il sert essentiellement dans les domaines suivants :
- conception d'interfaces homme-machine ;
- conception de langages informatiques (et en particulier de langages de programmation) ;
- ergonomie des logiciels.

On peut y voir une transposition, du domaine théorique au domaine pratique, du rasoir d'Occam ou principe d'économie. Lorsque deux éléments d'une interface entrent en conflit, il recommande de privilégier celui qui surprendra le moins l'utilisateur ou le programmeur.

## Applications

### Aide
De nombreux programmes utilisent, pour afficher l'aide associée :
- la touche « Aide » sous Mac OS X ;
- la touche « F1 » sous Windows et GNU/Linux ;
- les options -h et --help pour les applications en ligne de commande sous GNU/Linux et BSD (cette syntaxe se retrouve également pour certains programmes portés depuis GNU/Linux vers Windows).

L'utilisateur s'attend à ce que l'aide soit affichée à partir d'une telle action, et les logiciels se doivent de s'y conformer. S'il est techniquement possible de ne pas respecter ces conventions, ce serait contraire aux habitudes, donc contraire au principe de moindre surprise.

### Options
Dans les commandes de base des systèmes dérivés d'UNIX, ce principe acquiert une importance capitale. Par exemple, pour la commande cp qui sert à copier des fichiers, il existe les options suivantes :
- -R, qui permet de copier de façon récursive ;
- -f, qui permet de forcer la copie s'il existe déjà un fichier de même nom à l'emplacement cible.

La commande rm, qui sert à effacer des fichiers, adopte les mêmes options avec la même signification : c'est une application du principe de moindre surprise. Car si, pour des raisons plus ou moins contingentes, les concepteurs de cette commande avaient décidé d'inverser ces deux options, cela pourrait avoir, pour l'utilisateur, des conséquences dramatiques. L'application de ce principe constitue ainsi l'une des principales règles de la programmation ; sa formulation, pour le programmeur, pourrait être la suivante :
Adaptez le comportement de votre programme à celui que peut raisonnablement attendre son utilisateur.

### Hiérarchisation des comportements
La séquence Control + Q a souvent pour conséquence de quitter un programme dans certaines interfaces utilisateur. La même interface peut proposer de créer des macros. Si un utilisateur tape Control + Q à la fin de la définition d'une macro, il s'attend à quitter l'interface de définition de macros plutôt que le programme tout entier ; si le programme a choisi de donner la priorité à la sortie du programme plutôt qu'à la sortie de la définition de macros, l'utilisateur risque d'être surpris, et cette surprise peut avoir des conséquences qu'il n'avait pas prévues. Il convient donc de hiérarchiser les différents niveaux d'une interface (en l'occurrence, le niveau du programme et celui de la définition de macros), afin de rendre le programme le plus prévisible, par conséquent le plus confortable possible.